# 兰博瓦勒
兰博瓦勒（法語：Rimboval，法語發音：[ʁɛ̃bɔval]）是法国上法蘭西大區加来海峡省的一个市镇，属于蒙特勒伊区。

## 地理
兰博瓦勒（50°30'27"N, 1°59'9"E）面积7.07 平方千米，位于法国上法蘭西大區加来海峡省，该省份为法国北部沿海省份，西北濒北海，南至索姆省，东临北部省。
与兰博瓦勒接壤的市镇（或旧市镇、城区）包括：埃尔利、昂布里、克雷基、圣米歇尔苏布瓦。
兰博瓦勒的时区为UTC+01:00、UTC+02:00（夏令时）。

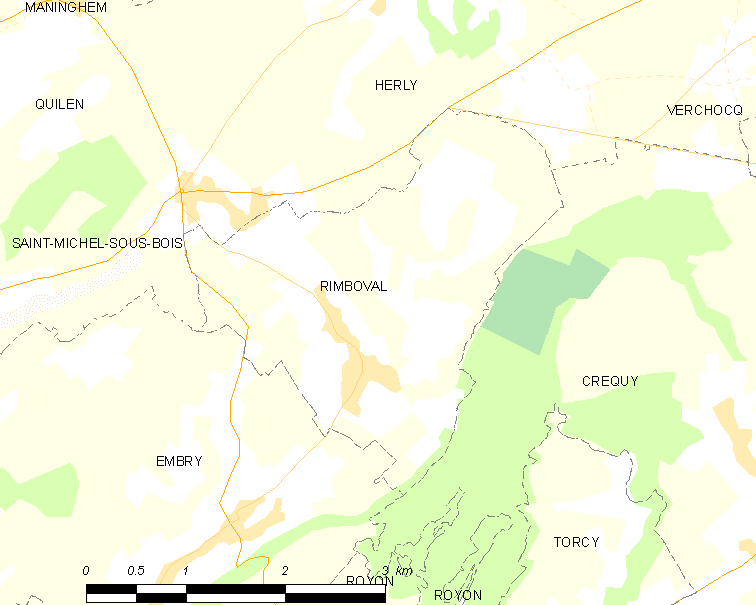
兰博瓦勒的OSM定位图

## 行政
兰博瓦勒的邮政编码为62990，INSEE市镇编码为62710。

## 政治
兰博瓦勒所属的省级选区为弗吕日县。

## 人口

1962-2008年间兰博瓦勒人口变化图示

兰博瓦勒于2022年1月1日时的人口数量为184人。